# 节烈祠
节烈祠又名歙县节孝祠位于安徽省黄山市歙县县城徽城镇上路街97号，2006年6月列为歙县文物保护单位。现在安徽省歙县教师进修学校内。
歙县节孝祠和对面的孝子祠（忠义祠）均位于歙县县城上路街，分别建于清雍正四年（1726）至雍正六年戊申（1728），和雍正元年（1723）均为两进三开间二层楼。孝子祠现辟为行知堂，保存完好，而歙县节孝祠内部已坍塌，牌坊式门坊上镶嵌九方清代歙县节妇名录石碑，雕刻精美，正间雕刻葵花、菊花，寓意徽州女性节操高尚。